# Notalina dwellinga
Notalina dwellinga är en nattsländeart som beskrevs av Arturs Neboiss 1982. Notalina dwellinga ingår i släktet Notalina och familjen långhornssländor. Inga underarter finns listade i Catalogue of Life.